# Nexus 6
Il Nexus 6 (codename: Shamu) è un phablet Android co-sviluppato da Google e Motorola Mobility. È il successore del Nexus 5, il dispositivo è il sesto smartphone della serie Google Nexus, una famiglia di dispositivi Android commercializzati da Google e costruiti da un produttore partner.
Il telefono è stato presentato, assieme al Nexus 9, con Android 5.0 "Lollipop" ed è disponibile in due colorazioni: blu notte e bianco.
L'hardware del Nexus 6 è simile a quello del secondo Motorola Moto X.

## Messa in commercio
Il Nexus 6 è stato presentato il 15 ottobre 2014 e disponibile per il pre-ordine dal 29 ottobre 2014, con una data di consegna ai primi di novembre. Il prezzo è di 649€ per il modello da 32 GB e 699€ per il modello da 64 GB. Il Nexus 6 era disponibile attraverso Google Play Store, Motorola Mobility, Best Buy, T-Mobile, AT&T, Sprint, U.S. Cellular e Verizon Wireless.
Nel novembre 2014, è stata annunciata la disponibilità per altri 12 Paesi, tra cui Australia, Belgio, Canada, Francia, Germania, India, Italia, Giappone, Paesi Bassi, Spagna, Svezia e Regno Unito.
La versione AT & T è SIM-locked, con tethering disabilitato finché non viene pagato un canone per attivarlo, e viene fornito con suonerie personalizzate.
Il 26 gennaio 2015, Motorola (adesso sussidiaria dell'azienda cinese Lenovo) ha annunciato che un dispositivo simile sarebbe stato messo in commercio in Cina, chiamato Moto X Pro; esso esclude i servizi e le applicazioni di Google, ma possiede ancora una versione simile a quella stock di Android
Il 22 aprile 2015, è stato annunciato che il Nexus 6 sarà l'unico telefono supportato dal Google Project Fi.
Da dicembre 2015 è stata interrotta la vendita dalle maggior parte dei negozi.

## Specifiche

### Hardware
Il Nexus 6 possiede un processore Snapdragon 805 a 2.7 GHz quad-core con 3 GB di RAM, e 32/64 GB di memoria interna ed è dotato di una batteria di 3220 mAh e grazie alla tecnologia Qualcomm Quick Charge 2.0 promette di offrire 6 ore di funzionamento con 15 minuti di carica.
Il Nexus 6 utilizza un display da 5,96 pollici QHD AMOLED con una risoluzione di 2560x1440 (493 PPI), include una fotocamera posteriore da 13 megapixel con stabilizzatore ottico (OIS) che permette di registrare video 4K (2160p), ed una fotocamera frontale da 2 megapixel.
Come il suo predecessore, il Nexus 6 non dispone di uno slot microSD, possiede una batteria non rimovibile, e non ha un ricevitore/trasmettitore radio FM.
Gli unici tasti fisici presenti sul dispositivo sono il bilanciere del volume e il tasto di accensione posti sul lato destro del telefono.

### Software
Il Nexus 6 utilizza il sistema operativo Android 5.0 Lollipop (ultima versione ufficiale 7.1.1 Nougat).
Arriverà ad Android Q (10) grazie al supporto della community di modding.
Il Nexus 6 è il primo dispositivo Nexus che supporta le chiamate Wi-Fi di T-Mobile. Questa funzionalità è stata introdotta con un aggiornamento over-the-air (OTA) nei primi mesi del 2015.

## Difetti noti
- Alcuni dispositivi consegnati da AT&T hanno un bug che causa ai dispositivi di avviarsi con uno schermo nero. AT&T sostituirà queste unità difettose.[14]
- I dispositivi con SIM Sprint verificano problemi con la ricezione di chiamate.[15]
- Alcuni dispositivi hanno un problema che causa al pannello posteriore del telefono a venire fuori. Il problema può essere dovuto alla colla utilizzata per il pannello posteriore o alla espansione della batteria che potrebbe essere un pericolo di incendio. Motorola sta offrendo la sostituzione per dispositivi interessati.[16]